# Кастель-ди-Сассо
Кастель-ди-Сассо (итал. Castel di Sasso) — коммуна в Италии, располагается в регионе Кампания, в провинции Казерта.
Население составляет 1193 человека (2008 г.), плотность населения составляет 60 чел./км². Занимает площадь 20 км². Почтовый индекс — 81040. Телефонный код — 0823.
Покровителем коммуны почитается священномученик Власий Севастийский (San Biagio), празднование 3 февраля.

## Демография
Динамика населения:

## Администрация коммуны
- Официальный сайт: http://www.comune.casteldisasso.ce.it